# Lilia zrosłopręcikowa
Lilia zrosłopręcikowa (Lilium monadelphum M.Bieb.) – gatunek byliny cebulowej z rodziny liliowatych. Występuje na Kaukazie i w północno-wschodniej Turcji. Uprawiana jest jako roślina ozdobna.

## Morfologia
Organy podziemneKremowa, jajowata cebula o średnicy od 4 do 8 cm.
ŁodygaNaga, osiągająca od 50 do 200 cm wysokości.
LiścieNaprzemianległe, lancetowate, orzęsione na brzegach, a od spodu na nerwach omszone, o długości 5–12 cm i szerokości 1–2,5 cm.
KwiatyKwiatostan składa się z 1–5(20) zwieszonych, pachnących kwiatów. Niezróżnicowany na kielich i koronę okwiat składa się z sześciu żółtych, zwykle wewnątrz purpurowo lub kasztanowo nakrapianych, a na zewnątrz u nasady purpurowobrązowo nabiegłych, w różnym stopniu odgiętych na zewnątrz listków, mierzących 6–10 cm na 1–2 cm. Pręciki zrośnięte nitkami u nasady, z brązowymi lub kasztanowymi pylnikami o długości 8–13 mm, z pomarańczowym lub żółtym pyłkiem.

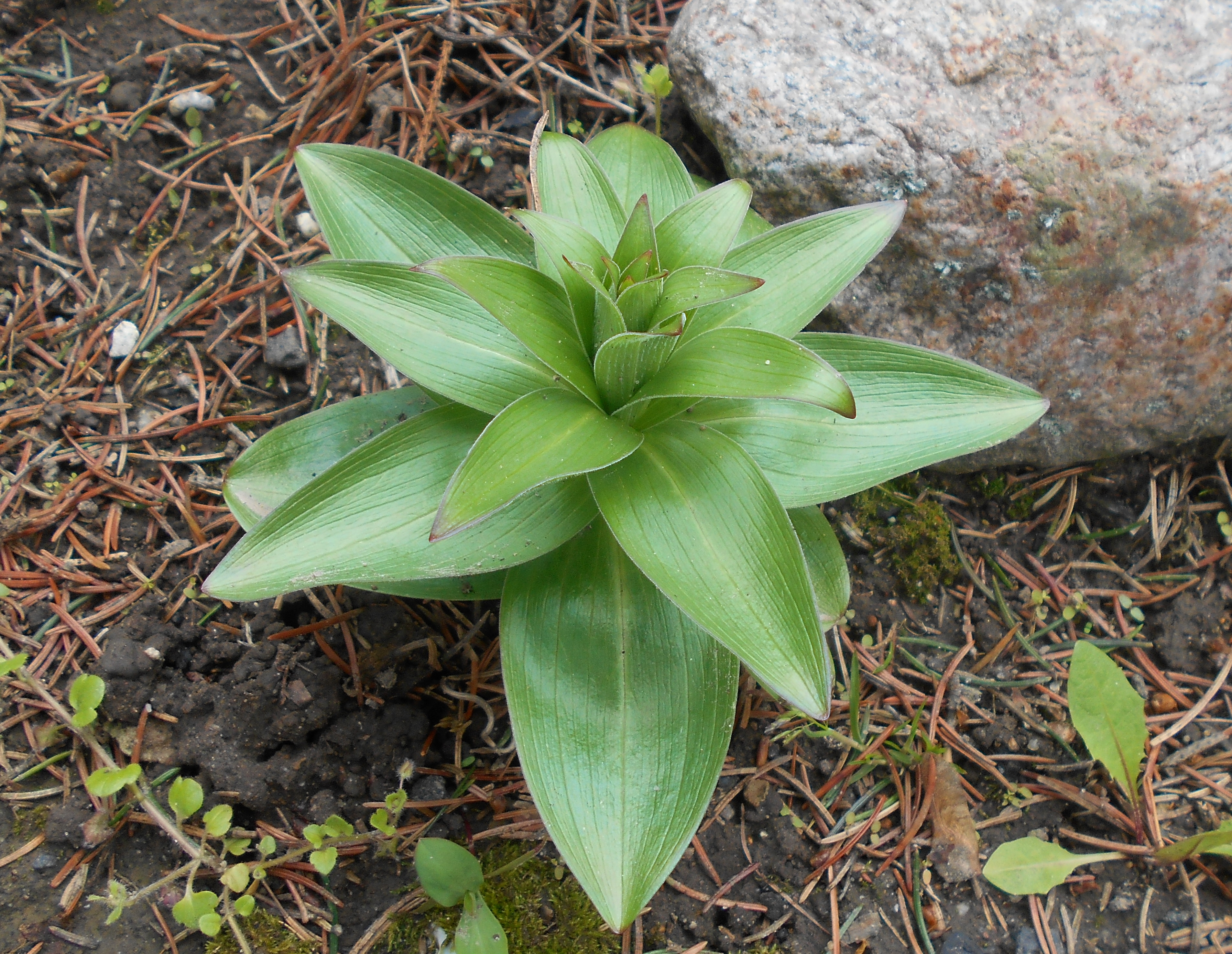
Liście wiosną
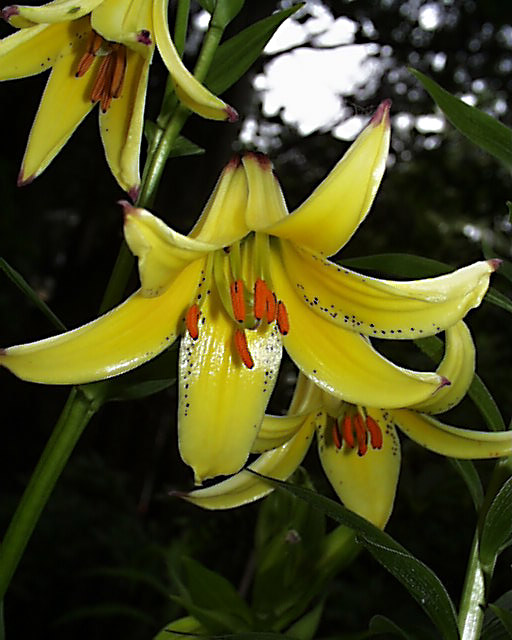
Kwiaty
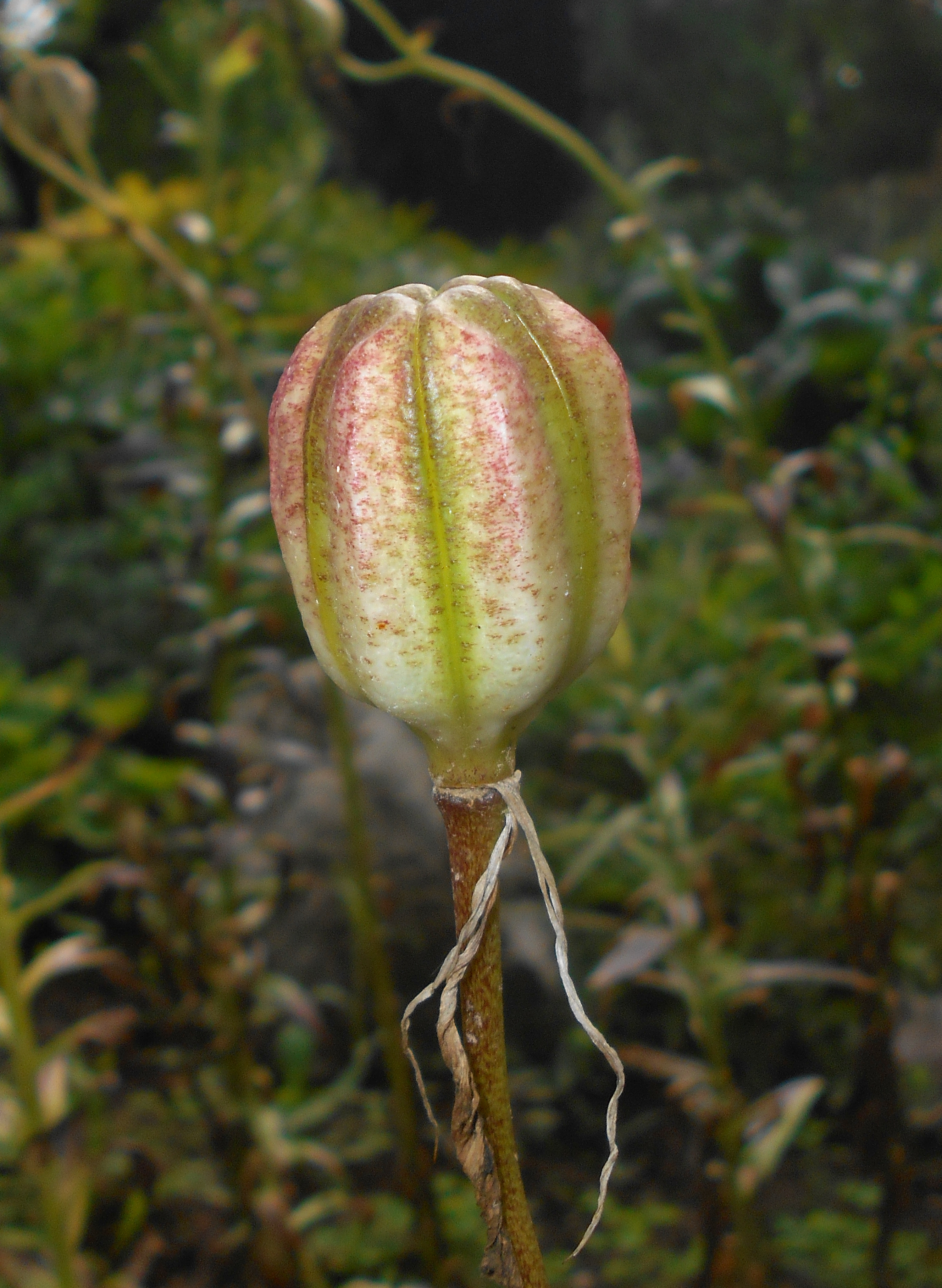
Owoc

## Biologia i ekologia
Bylina cebulowa, kwitnie w czerwcu i lipcu. Siedliskiem są górskie łąki i brzegi lasów na wysokości od 1500 do 2300 m n.p.m. Nasiona kiełkują hypogeicznie (podziemnie) i wolno. Liczba chromosomów 2n = 24. 

## Uprawa
Wymaga przepuszczalnego, próchniczego podłoża i słonecznego stanowiska, choć toleruje także częściowe zacienienie. Mrozoodporność: strefa 4, należy ją okrywać na zimę. Można ją rozmnażać wegetatywnie, otrzymując nowe cebule z łusek oddzielonych od cebuli matecznej, a także generatywnie, przez wysiew nasion.